# 静思精舎

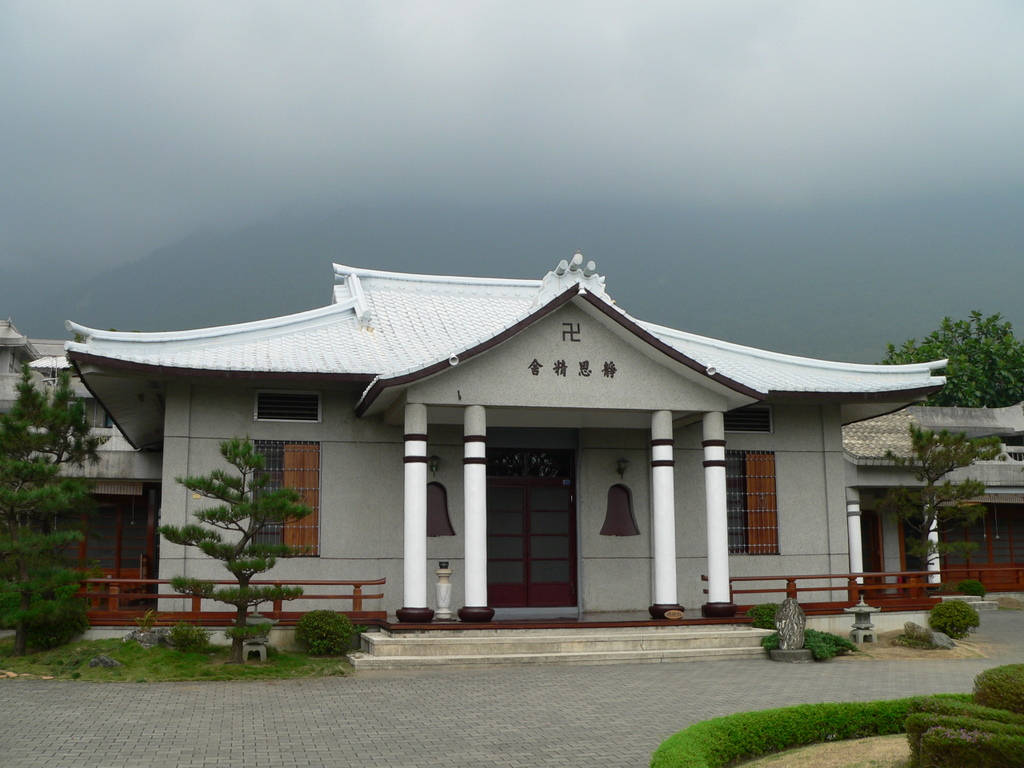
静思精舎

静思精舎（じょうししょうじゃ）は、台湾の花蓮県新城郷康楽村にある仏教寺院。
慈済基金会創設者の釈証厳が260人の弟子（全て尼僧）と共に修行生活を送っている。
慈済基金会の会員からは、「心霊故郷」（心のふるさと）と呼ばれている。
慈善団体の慈済基金会と宗教施設としての静思精舎は、完全に別個に運営されており、静思精舎の活動資金はすべて尼僧たちによる自給自足で賄っており、基金会や会員から寄付は一切受けていない。

## 沿革
1966年に基金会を設立した当初は、普明寺を借りていたが、1968年に釈証厳の養母が近隣の土地を買い取って提供し、弟子と共に建立した。建築様式として唐式を採用し、大殿と客室を造成した。2011年に至るまで11回増改築されている。

## 特徴
大殿には釈迦と観音菩薩と地蔵菩薩が祀られている。
日本製の黒瓦を採用したが、花蓮県は台風・地震が多く、度々破損するため、1970年に釈証厳の師の印順が10万元を寄付して改修した際、彼女はセメントを採用することにし、屋根の勾配も工夫した。

## 所在地
花蓮県新城郷康樂村精舍街88巷1号